# Kukułka wschodnia
Kukułka wschodnia (Cuculus saturatus) – gatunek średniej wielkości ptaka z rodziny kukułkowatych (Cuculidae). Częściowo wędrowny; przedstawiciele jednego z podgatunków gniazdują w Azji Południowo-Wschodniej, a zimują w Indonezji, zaś przedstawiciele drugiego z podgatunków prowadzą osiadły tryb życia i występują w Malezji oraz Indonezji. Gatunek nie jest zagrożony wyginięciem.

## Taksonomia
Po raz pierwszy gatunek opisał Edward Blyth w 1843. Holotyp pochodził z Nepalu. Autor nadał nowemu gatunkowi nazwę Cuculus saturatus. Obecnie (2020) Międzynarodowy Komitet Ornitologiczny (IOC) podtrzymuje tę nazwę.
Klasyfikacja kukułki wschodniej jako gatunku jest sporna. IOC uznaje ją za odrębny, monotypowy gatunek. Podobną klasyfikację zastosowano w monografii The Cuckoos: Cuculidae z serii Bird Families of the World (2005) i na Kompletnej liście ptaków świata (2020). Inni autorzy, w tym HBW Alive, łączą ją w jeden gatunek razem z kukułką syberyjską (C. optatus) (w klasycznym wydaniu HBW 1997 rozdzielali je), a w tym ujęciu obydwa taksony są uznawane za podgatunek tego samego gatunku (w tym przypadku: C. s. saturatus i C. s. optatus). Były one opisywane jako osobne gatunki aż do 1940, kiedy w Check-list of birds of the world James Lee Peters przedstawił je jako podgatunki C. saturatus. Tak też były zazwyczaj traktowane aż do drugiej połowy lat 90. XX wieku. Według wyników badań opublikowanych w 2016 struktura pieśni kukułki wschodniej i syberyjskiej jest – wbrew uprzednim doniesieniom – całkowicie rozbieżna, co pozwala na zaklasyfikowanie ich jako osobnych gatunków.
Czasem do kukułki wschodniej, dawniej też kukułki małej (C. poliocephalus), włączana jest też kukułka sundajska (C. (s.) lepidus), która przez autorów HBW jest już uznawana za osobny gatunek, tak jak i przez Roberta Payne’a w The Cuckoos. IOC również wymienia ją jako odrębny gatunek. Na Kompletnej liście ptaków świata wyszczególniona jest jako jeden z podgatunków kukułki wschodniej.
Kukułka sundajska (C. (s.) lepidus) bywa też dzielona na dwa podgatunki – nominatywny Müller, 1845 oraz C. l. insulindae Hartert, 1912. Autorzy HBW nie uznają jego wyróżniania za zasadne, IOC również traktuje kukułkę sundajską jako takson monotypowy. W monografii The Cuckoos (2005) jest on wymieniany, w Handbook of Australian, New Zealand & Antarctic Birds (1999) – również, jednak jako jeden z 4 podgatunków Cuculus saturatus. Dawniej uznawano go za jeden z podgatunków kukułki małej (C. poliocephalus), jednak różnice w głosie, morfologii, budowie skorupki jaja i biologii lęgowej wskazują, że przedstawiciele tej populacji są kukułkami sundajskimi, a nie małymi.
W dalszej części artykułu zastosowano systematykę autorów Kompletnej listy ptaków świata, wedle której wyróżnia się dwa podgatunki kukułki wschodniej: nominatywny (C. s. saturatus) i kukułkę sundajską (C. (s.) lepidus), a kukułka syberyjska jest odrębnym gatunkiem. Klasyfikację w zależności od ujęcia przedstawia poniższa tabela. Przedstawiona data odnosi się do publikacji w przypadku źródeł książkowych i do daty dostępu lub wersji w przypadku internetowych baz aktualizowanych cyklicznie.
| Klasyfikacja kukułki wschodniej w poszczególnych publikacjach     |      |                         |                         |                             |                             |
| Publikacja lub autorytet                                          | Data | Status danego taksonu   | Status danego taksonu   | Status danego taksonu       | Status danego taksonu       |
| Publikacja lub autorytet                                          | Data | saturatus               | optatus                 | lepidus                     | insulindae                  |
| ----------------------------------------------------------------- | ---- | ----------------------- | ----------------------- | --------------------------- | --------------------------- |
| Międzynarodowy Komitet Ornitologiczny                             | 2020 | osobne gatunki          | osobne gatunki          | osobne gatunki              | nieuznawany                 |
| Handbook of the Birds of the World Alive                          | 2020 | podgatunki C. saturatus | podgatunki C. saturatus | osobny gatunek              | nieuznawany                 |
| Kompletna lista ptaków świata                                     | 2019 | podgatunek C. saturatus | osobny gatunek          | podgatunek C. saturatus     | nieuznawany                 |
| The Howard and Moore Complete Checklist of the Birds of the World | 2013 | podgatunek C. saturatus | osobny gatunek          | podgatunek C. saturatus     | nieuznawany                 |
| The Cuckoos: Cuculidae (Bird Families of the World)               | 2005 | osobne gatunki          | osobne gatunki          | podgatunki C. lepidus       | podgatunki C. lepidus       |
| Handbook of Australian, New Zealand & Antarctic Birds             | 1999 | podgatunki C. saturatus | podgatunki C. saturatus | podgatunki C. saturatus     | podgatunki C. saturatus     |
| Handbook of the Birds of the World, t. 4                          | 1997 | podgatunek C. saturatus | osobny gatunek          | podgatunek C. saturatus     | nieuznawany                 |
| Check-list of birds of the world, t.4                             | 1940 | podgatunki C. saturatus | podgatunki C. saturatus | podgatunki C. poliocephalus | podgatunki C. poliocephalus |

## Morfologia
Długość ciała wynosi 29–33 cm. Dalszy opis dotyczy osobników podgatunku nominatywnego, o ile nie zaznaczono inaczej. Upierzenie samców i samic (w przypadku jednej z dwóch odmian barwnych) w większości jest identyczne, lecz ogółem dymorfizm płciowy występuje.
SamiecWierzch głowy i grzbiet są ciemnopopielate, podobnie jak skrzydła. Ogon w większości czarniawy. Środkowe sterówki czarne z niewielkimi białymi plamami w połowie długości stosiny i z białą końcówką; sterówki T2 do T4 mają wąskie białe kropki wzdłuż stosiny i biały ząbkowany wzór na chorągiewkach wewnętrznych; sterówki T5 pokryte częściowo białymi paskami utworzonymi z trójkątnego kształtu po stronie chorągiewki wewnętrznej i przyległej do niego plamy po stronie przeciwległej. Obszar od brody do górnej części piersi jest popielaty. Niższa część piersi i brzuch białe, pokryte czarnymi paskami szerokimi na 2–4 mm (białe pasy mają niemal tę samą szerokość). Pokrywy podogonowe płowe, u części osobników (większej części) z drobnymi czarnymi paskami. Zgięcie skrzydła białe.
SamicaU samic szare partie ciała wyglądają podobnie jak u samców. Odróżnia je ochrowy nalot w górnej części piersi, do tego zwykle mają węższe paski na brzuchu. Występuje również druga odmiana barwna – rdzawa. U samic tej odmiany wierzch ciała pokrywają kasztanowe i ciemnobrązowe pasy (skrzydła – ciemnobrązowe i rdzawe), na kuprze i pokrywach podogonowych prawie równej szerokości. Ich spód ciała jest jasnopłowo-czarniawo paskowany, pierś z rdzawym odcieniem. Białe zgięcie skrzydła bywa zakryte przez pokrywy i niewidoczne. Według danych z końca lat 90. XX wieku u samic kukułek wschodnich, sundajskich i syberyjskich 30–60% samic reprezentuje formę rdzawą.
Obrączka oczna żółta. Tęczówka barwy od żółtej po brązową. Dziób czarny, u nasady i wzdłuż krawędzi od zielonawego po żółtawy. Nogi żółte.

Kukułka sundajska

Kukułki sundajskie (C. (s.) lepidus)Osiągają mniejsze rozmiary ciała. Wierzch ciała jest łupkowoszary, nieco ciemniejszy niż u kukułek wschodnich. Brzuch i pokrywy podogonowe mają intensywną płową barwę, nie jasną jak u kukułek wschodnich. Zazwyczaj pokrywy podogonowe nie mają pasków, a te na pozostałej części spodu ciała są gęściej rozmieszczone. Między bokami szyi i ciemnymi pokrywami skrzydłowymi widoczny jest niewielki kontrast, inaczej niż u kukułek wschodnich. Samice formy rdzawej mają szerokie białe pasy na kuprze (nie podobnej szerokości, co te jaśniejsze).

## Zasięg występowania

### Kukułka wschodnia
Tereny lęgowe kukułek wschodnich ciągną się od Kaszmiru przez południowe Himalaje, Nepal, Bhutan, Asam, północną oraz wschodnią Mjanmę i Tajlandię po południowe Chiny (Fujian, Kuangsi) i Tajwan. Według Xia et al. (2016) pieśń osobników z Tajwanu wskazuje jednak na kukułkę syberyjską, nie wschodnią. W Chinach obszary lęgowe leżą na południe od równoleżnika 26°N, według innego źródła – na południe od 32°N. W Indiach kukułki wschodnie gniazdują na północ od równoleżnika 26°N. Kukułki wschodnie zimują na obszarze od południowej Tajlandii, kontynentalnej części Malezji i Filipin na południe po Małe Wyspy Sundajskie i Nową Gwineę.

### Kukułka sundajska
Kukułki sundajskie w odróżnieniu od wschodnich nie podejmują wędrówek. Ich zasięg występowania w części kontynentalnej obejmuje jedynie Półwysep Malajski na południe od równoleżnika 5°20’N. Prócz tego zamieszkują Sumatrę i pomniejsze okoliczne wyspy, Borneo, Jawę, Bali, Małe Wyspy Sundajskie (Lombok, Sumbawa, Flores, Pantar, Sumba, Timor) i Moluki (Seram). Według szacunków BirdLife International zasięg występowania kukułek sundajskich zajmuje około 4,95 mln km².

## Ekologia i zachowanie

### Siedlisko
Środowiskiem życia kukułek wschodnich są lasy. W Himalajach występują w lasach mieszanych z udziałem drzew iglastych oraz liściastych (głównie brzóz i topoli), w lasach modrzewi, zimozielonych lasach liściastych, różaneczników i dębów, w innych zadrzewionych obszarach oraz w zaroślach. W Azji Południowo-Wschodniej również występują w lasach szerokolistnych, a do tego na zadrzewionych, ale otwartych terenach. Podczas wędrówek kukułki wschodnie na Półwyspie Malajskim przebywają w nadbrzeżnych i położonych na równinach lasach. Osiadłe kukułki sundajskie na tym obszarze występują w wysokich lasach górskich, przebywają w środkowej warstwie lasu i w warstwie koron. Kukułki wschodnie na Jawie i Sumatrze zimują w nizinnych lasach deszczowych, w lasach wtórnych, na uprawach i przybrzeżnych wyspach. Na Borneo swoje zimowiska mają w pierwotnych i wtórnych lasach dwuskrzydlcowatych. Pod względem liczebności zimującej populacji kukułki syberyjskie i wschodnie są podobnie duże. Na wyspach Wallacei zimują w nizinnych lasach, na obrzeżach lasów i luźno zadrzewionych plantacjach oraz w zadrzewieniach.
W Pakistanie kukułki wschodnie występują w lasach mieszanych powyżej 1800 m n.p.m. – są nieobecne powyżej linii drzew, gdzie występują kukułki zwyczajne (C. canorus) oraz w subtropikalnych lasach sosnowych, gdzie występują kukułki krótkoskrzydłe (C. micropterus) i siwobrzuche (Cacomantis passerinus). W chińskim regionie Kuangsi spotykane są między 1400 a 1600 m n.p.m. w lasach bukowych; ogółem w Chinach między 1300 a 2700 m n.p.m. (dane dotyczące i kukułek wschodnich, i syberyjskich). W Nepalu odnotowywane między 1525 a 3355 m n.p.m., w Bhutanie głównie na wysokości 1000–2800 m n.p.m., ogółem – 600–3600 m n.p.m., w Azji Południowo-Wschodniej – między 800 a 2300 m n.p.m. Na Borneo kukułki sundajskie stwierdzano między 750 a 2750 m n.p.m., na Półwyspie Malajskim – między 950 a 1700 m n.p.m., na Sumatrze i Jawie – powyżej 1000 m n.p.m., podobnie jak na wyspach w regionie Wallacei.

### Głos
Kukułki wschodnie odzywają się gwizdem, po którym następują 2–4 niższe i miększe dźwięki, trwające około 0,1 s. To zawołanie można zapisać jako huk/hup, hup-hup-hup-hup). Wysokość pierwszego dźwięku (badana w Indiach i Nepalu) wynosi 480 Hz. Do innych zawołań kukułek wschodnich należą chrapliwe i chichoczące dźwięki, ostre gaak-gaak-gak-ak-ak-ak oraz wydawane przez samice bulgoczące odgłosy kłik-kłik-kłik. Pieśń kukułek wschodnich składa się z 2–4 dźwięków hup, ich liczba czasem różni się w pieśniach i u jednego osobnika.

### Pożywienie
Pożywieniem kukułek wschodnich są owady – głównie gąsienice (zarówno owłosione, jak i nagie), prostoskrzydłe, chrząszcze, muchówki i mrówki. Zjadają również owoce oraz igły i pąki sosen.

### Lęgi
Okres lęgowy kukułek wschodnich pokrywa się z okresem lęgowym małych ptaków wróblowych, których jest pasożytem lęgowym. W Kaszmirze zniesienia przypadają na okres od maja do czerwca, na Półwyspie Malajskim – od lutego do lipca, w Fujian – na maj, na Jawie i Borneo – na lipiec. Na Sumatrze lęgi prawdopodobnie odbywają się w czerwcu.

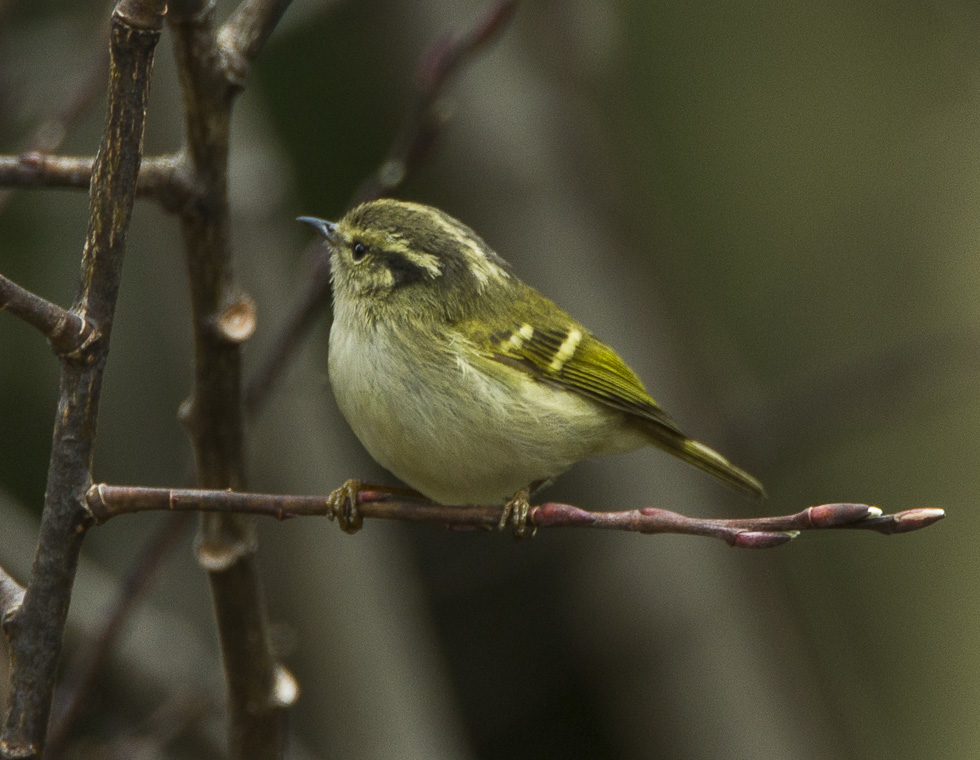
Większość gospodarzy kukułek wschodnich to świstunki z rodzaju Seicercus. Na zdjęciu świstunka rododendronowa (S. reguloides)

Kukułki wschodnie jako pasożyty lęgowe składają jaja głównie do gniazd świstunek (Phylloscopidae) z rodzajów Phylloscopus i Seicercus (uwaga: wiele wymienianych gatunków Phylloscopus w nowszych źródłach jest już klasyfikowane w obrębie Seicercus). Do odnotowanych gatunków gospodarzy z poszczególnych rodzajów lub rodzin należą (w nawiasie podano miejsce):
- Seicercus: świstunka zielonosiwa (S. occipitalis; Kaszmir), świstunka rododendronowa (S. reguloides; Himalaje, Asam[8], Chiny[26]), świstunka paskogłowa (S. trivirgatus; Borneo), świstunka szarolica (S. castaniceps; Malezja), świstunka białobrzucha (S. grammiceps; Jawa)[8]; świstunka żółtopierśna (S. montis)[27]
- pozostałe:
  - trznadlowate: trznadel żółtogardły (Schoeniclus elegans; Chiny)[26]
  - wierzbówkowate: wierzbownik japoński (Horornis fortipes; Chiny)[26][27], wierzbownik sundajski (Horornis vulcanius)[5][27]
  - muchołówkowate: widłogon maskowy (Enicurus schistaceus; Chiny)[26]
  - bilbile: ziębodziób obrożny (Spizixos semitorques; Chiny)[26]
- sikorniki: prawdopodobnie sikornik szarolicy (Alcippe morrisonia); opisany w 2007 przypadek zabicia piskląt ptaków tego gatunku przez kukułkę wschodnią na Tajwanie to najpewniej pierwsze odnotowanie w literaturze zabijania piskląt potencjalnego gospodarza u tych kukułek[28].

Wygląd jaj zmienny. Mają jasnoniebieską lub białą skorupkę, pokryte są drobnymi czarnymi, brązowymi lub czerwonawymi kropkami. Średnie wymiary dla 40 jaj z Indii: 20 na 13,5 mm, podawane w literaturze od lat 90. XX wieku przeciętne wymiary: 21 na 16 mm. Jedno jajo z Tajwanu mierzyło 20,56 na 13,48 mm i ważyło 2,06 g. Jedyne znane do 2005 roku wymiary dwóch jaj kukułek sundajskich wynosiły 21,2 na 13,7 mm i 19 na 11,8 mm.
Przynajmniej do 2005 roku czas trwania inkubacji oraz rozwoju młodych był nieznany, zarówno dla kukułek wschodnich, jak i sundajskich. W 2011 pierwszy raz opisano pisklę kukułki wschodniej; pochodziło ono z gniazda świstunki rododendronowej z Kuejczou. Po wykluciu ważyło 1,78 g. Wykluło się nagie, z różowawą skórą, która po około 3 dniach życia zmieniła barwę na czarniawą. Miało pomarańczowe wnętrze dzioba, które z czasem stało się pomarańczowoczerwone, natomiast początkowo żółte zajady – pomarańczowe. W 4. dniu życia po obydwu stronach górnej szczęki pojawiły się blisko krawędzi tnącej podłużne trójkątne czarne plamy, skierowane węższymi końcami w stronę końcówki dzioba i ciemniejące wraz z rozwojem pisklęcia. Okres inkubacji i rozwoju piskląt u kukułek sundajskich pozostawał nieznany przynajmniej do 2012.

## Status i zagrożenia
IUCN uznaje kukułkę wschodnią za gatunek najmniejszej troski nieprzerwanie od 2021 (stan w 2025). BirdLife International nie podaje wcześniejszych klasyfikacji ze względu na zmiany w przyjętej systematyce. Uznaje trend liczebności populacji za spadkowy. Kukułka sundajska jest klasyfikowana osobno przez IUCN; od 2007 roku ma status gatunku najmniejszej troski, a trend liczebności jej populacji jest uznawany za spadkowy.